# Bibern (Solothurn)
Bibern  is een plaats en voormalige gemeente in het Zwitserse kanton Solothurn en maakt deel uit van het district Bucheggberg.
Bibern telt 227 inwoners.

## Geschiedenis
Op 1 januari 2014 fuseerde Bibern met Aetigkofen, Aetingen, Brügglen, Gossliwil, Hessigkofen, Küttigkofen, Kyburg-Buchegg, Mühledorf en Tscheppach tot de gemeente Buchegg.